# Ei van Kortrijk
Het Ei van Kortrijk is een verkeersknooppunt in het Belgische Kortrijk. Het punt komt aan zijn naam door zijn eivorm. De lengte is zo'n 800 m, de breedte zo'n 400 m, of een totale omtrek van ongeveer 2 km. Het ei ligt op Hoog Kortrijk.
Het complex is een grote rotonde met autosnelwegstatuut, en verbindt verschillende wegen. De rotonde loopt, via twee bruggen, over de A14/E17 en doet dienst als afrit 2, "Kortrijk-Zuid" en "Hoog-Kortrijk" van deze autosnelweg. Daarnaast zorgt het Ei voor de aansluiting met de Kortrijkse ringweg R8. Ten slotte sluit het Ei nog aan op de N323 of Condédreef aan het noordelijk uiteinde, en de N323 of Beneluxlaan aan het zuidelijk uiteinde. Via dit zuidelijk uiteinde bereikt men zo onmiddellijk het nijverheidsgebied Kennedypark en het Ziekenhuis AZ Groeninghe. Ook onder meer een vestiging van Kinepolis en de Expohallen van Kortrijk zijn zo direct bereikbaar.
De voorziene aansluiting van de rotonde naar de R8 in oostelijke richting is (nog) niet aangelegd.
| Aansluitende wegen                  | Aansluitende wegen        | Aansluitende wegen              | Aansluitende wegen | Aansluitende wegen                       |
| ----------------------------------- | ------------------------- | ------------------------------- | ------------------ | ---------------------------------------- |
| richting Ieper / Roeselare / Brugge |                           | richting Kortrijk-centrum       |                    | richting Hoog-Kortrijk (voorlopig einde) |
|                                     |                           |                                 |                    |                                          |
|                                     | richting Gent / Antwerpen |                                 |                    |                                          |
|                                     |                           |                                 |                    |                                          |
| richting Frankrijk                  |                           | richting Kennedypark / Bellegem |                    |                                          |

Aalbeke · Antwerpen-Centrum · Antwerpen-Haven · Antwerpen-Noord · Antwerpen-Oost · Antwerpen-West · Antwerpen-Zuid · Arquennes · Battice · Beaufays · Beveren · Bois-d'Haine · Brugge · Cerexhe · Charleroi-Nord · Charleroi-Sud · Cheratte · Daussoulx · Destelbergen · Doornik · Familleureux · Fexhe-Slins · Gent-Centrum · Gouy · Grâce-Hollogne · Groot-Bijgaarden · Hautrage · Hauts-Sarts · Heppignies · Heverlee · Hoog-Itter · Houdeng-Goegnies · Jabbeke · Jemappes · Kortrijk-West · Kortrijk-Zuid · Leonardkruispunt · Loncin · Lummen · Machelen · Marcinelle · Marquain · Merelbeke · Moorsele · Neufchâteau · Ranst · Sint-Stevens-Woluwe · Strombeek-Bever · Thiméon · Ville-sur-Haine · Vottem · Wilrijk-Valaar · Zaventem · Zwijnaarde